# Ниш (железопътна гара)
Железопътна гара Ниш (на сръбски: Железничка станица Ниш) е железопътна гара в град Ниш, разположена на ул. „Димитрие Туцович“. Открита е през 1884 г. През гарата преминават няколко железопътни линии: Белград – Ниш, Ниш – Прешево, Ниш – Цариброд и Ниш – Прахово.
Гарата е разположена на международен железопътен коридор 10 през Сърбия, който е най-големият и най-важен железопътен възел в южната част на страната. Всеки ден на гарата пристигат 24 пътнически влака и още толкова тръгват от нея, свързвайки Ниш до Белград, Прокупле, Лесковац, Цариброд, Прешево, Бела паланка, Лапово и село Мердаре.